# Jelhovkai járás

A Jelhovkai járás a Szamarai területen

A Jelhovkai járás (oroszul Елховский район) Oroszország egyik járása a Szamarai területen. Székhelye Jelhovka.

## Népesség
- 2002-ben 10 187 lakosa volt, melynek 70%-a orosz, 14,08%-a tatár.
- 2010-ben 10 046 lakosa volt, melynek 72,3%-a orosz, 13%-a tatár, 8,9%-a csuvas, 1,6%-a mordvin.